# Mariä Himmelfahrt (Hohenkemnath)

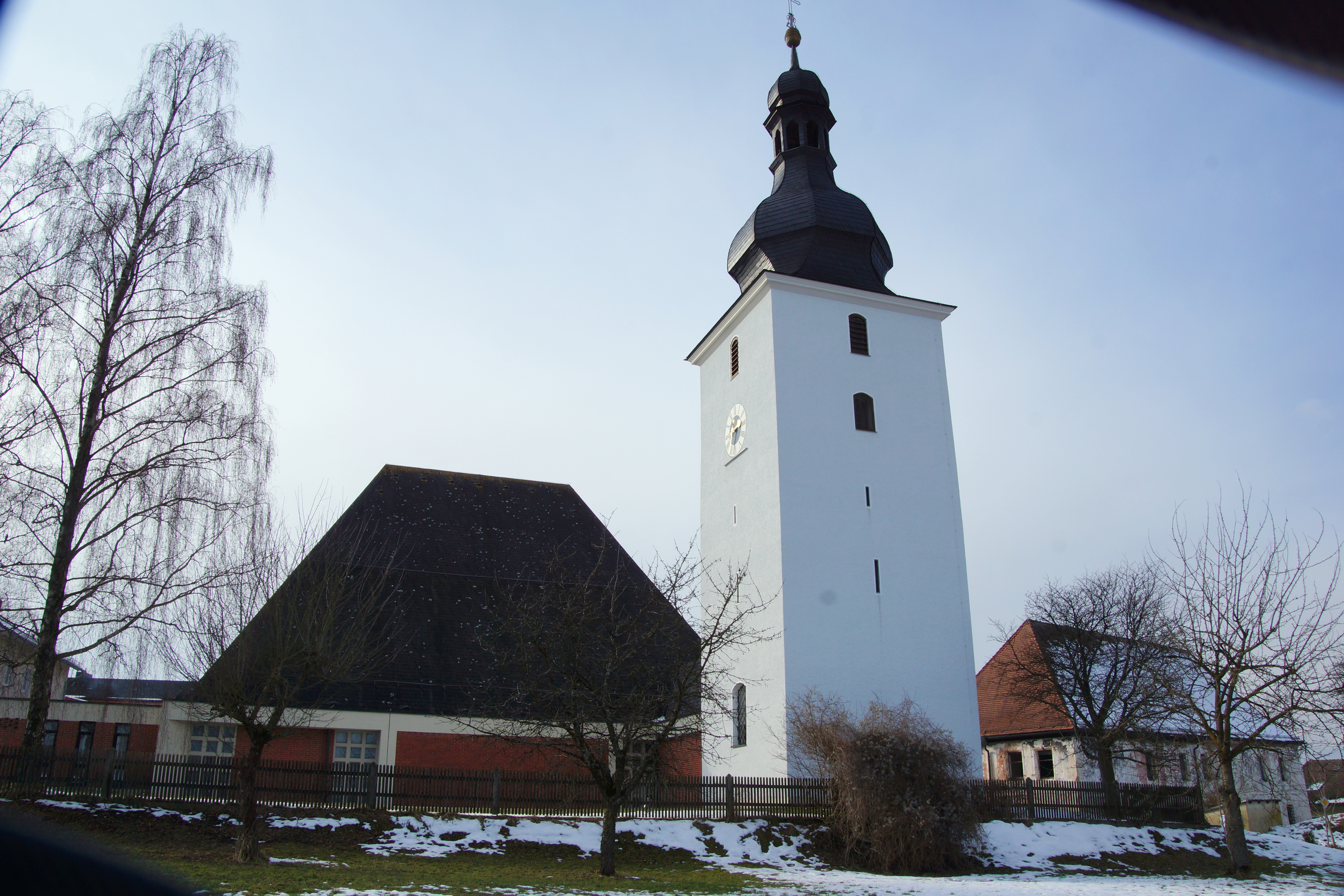
Pfarrkirche Mariä Himmelfahrt in Hohenkemnath (2015)

Die römisch-katholische Pfarrkirche Mariä Himmelfahrt von Hohenkemnath ist aus der Schlosskirche des Edelsitzes Hohenkemnath hervorgegangen. Der alte Kirchturm der Kirche steht unter Denkmalschutz (Denkmalschutznummer D-3-71-154-24), das Kirchenschiff ist ein Neubau von 1968.

## Geschichte
In dem ältesten Pfarreienverzeichnis des Bistums Regensburg von 1286 wird Hohenkemnath als Pfarrei genannt. Es wird vermutet, dass es sich um eine Eigenkirche der Herren von Kemnath gehandelt hat, die sich zwischen 1350 und 1412 aus einer Schlosskaplanei entwickelt hat. Als erster Pfarrer ist 1412 ein Johannes, genannt Amann, überliefert. 1433 erschien Hohenkemnath als selbständige Pfarrei.
Während der Wirren der Reformationszeit machte auch Hohenkemnath einen mehrmaligen Religionswechsel mit. 1556 musste der katholische Priester einem lutherischen und dann einem calvinistischen weichen. Bei einer Visitation fiel der Pfarrer in Bezug auf den protestantischen Glauben durch große Unwissenheit auf; es wurde empfohlen, ihn von hier abzuberufen und in eine kleinere Pfarrei zu versetzen.
Im 16. und 17. Jahrhundert hatte das Präsentationsrecht der Bischof von Regensburg, dann ging dieses wieder auf den jeweiligen Schlossbesitzer über. Zu Beginn der Gegenreformation präsentierte der Bischof von Regensburg Albert den neuen katholischen Geistlichen Blasius Lorenz. Am 9. Oktober 1626 musste der letzte calvinistische Pfarrer Hohenkemnath verlassen. Der Pfarrer wohnte zeitweise in Ammerthal, während der Schullehrer (zugleich Mesner) im Pfarrhof von Hohenkemnath lebte. So nennt sich Pfarrer Blasius Lorenz einmal Pfarrer von Ammerthal und dann von Hohenkemnath. 1687 zog Pfarrer Paul Kramer auf die neue mit der ehemaligen Pfarrei Erlheim verbundene Pfarrei Hohenkemnath.
Im 18. Jahrhundert gehörten zu Hohenkemnath die Filialen Bittenbrunn, Erlheim (Oriliheim, altbaierisch Orili), Garsdorf, Sauheim und Zant (heute alles Ortsteile von Ursensollen).
Bei der Säkularisation musste die Kirche 1800 eine silberne Christusstatue, einen Kelch und ein in Silber eingeschlagenes Messbuch abgeben, Pfarrer Luster kaufte Kelch und Messbuch wieder zurück.

## Baulichkeit
Es ist davon auszugehen, dass die 1968 abgerissene Sakristei die ursprüngliche Schlosskapelle war. 1968 wurde die Pfarrkirche umgebaut. An Stelle der abgerissenen Sakristei wurde das Kirchenschiff an den erhöhten wuchtigen Kirchturm angebaut. Dieser ist mit einer Laternen-Zwiebel gekrönt und war früher mit Weißblech gedeckt, 1817 wurde er mit Schindeln eingedeckt, heute ist er wieder verblecht.
Die heutige Kirche ist ein zeltartiger Neubau, errichtet 1968 unter Pfarrer Josef Lobinger, und steht an der Stelle, wo einst die Schlosskapelle der Herren von Kemnath stand. Die neue Kirche wurde am 26. Oktober 1969 durch Weihbischof Karl Flügel eingeweiht. Der nüchtern wirkende Bau wurde von Architekt Josef Alfred Frank aus Schwandorf entworfen. Ein während des Neubaus gefundener Keller, vermutlich der Karner der Kirche, wurde ohne das Denkmalschutzamt zu verständigen, aufgelassen.
Ein zuvor um die Kirche gelegener Friedhof musste bereits 1811 außerhalb des Dorfes angelegt werden, um die Kirche wurde 1856 ein Schulgarten mit einer Baumschule angelegt. 1960 wurde am Friedhof eine Aussegnungshalle errichtet. Der alte Pfarrhof von 1828 wurde 1963 unter Pfarrer Josef Kastner abgebrochen und durch einen neuen ersetzt.

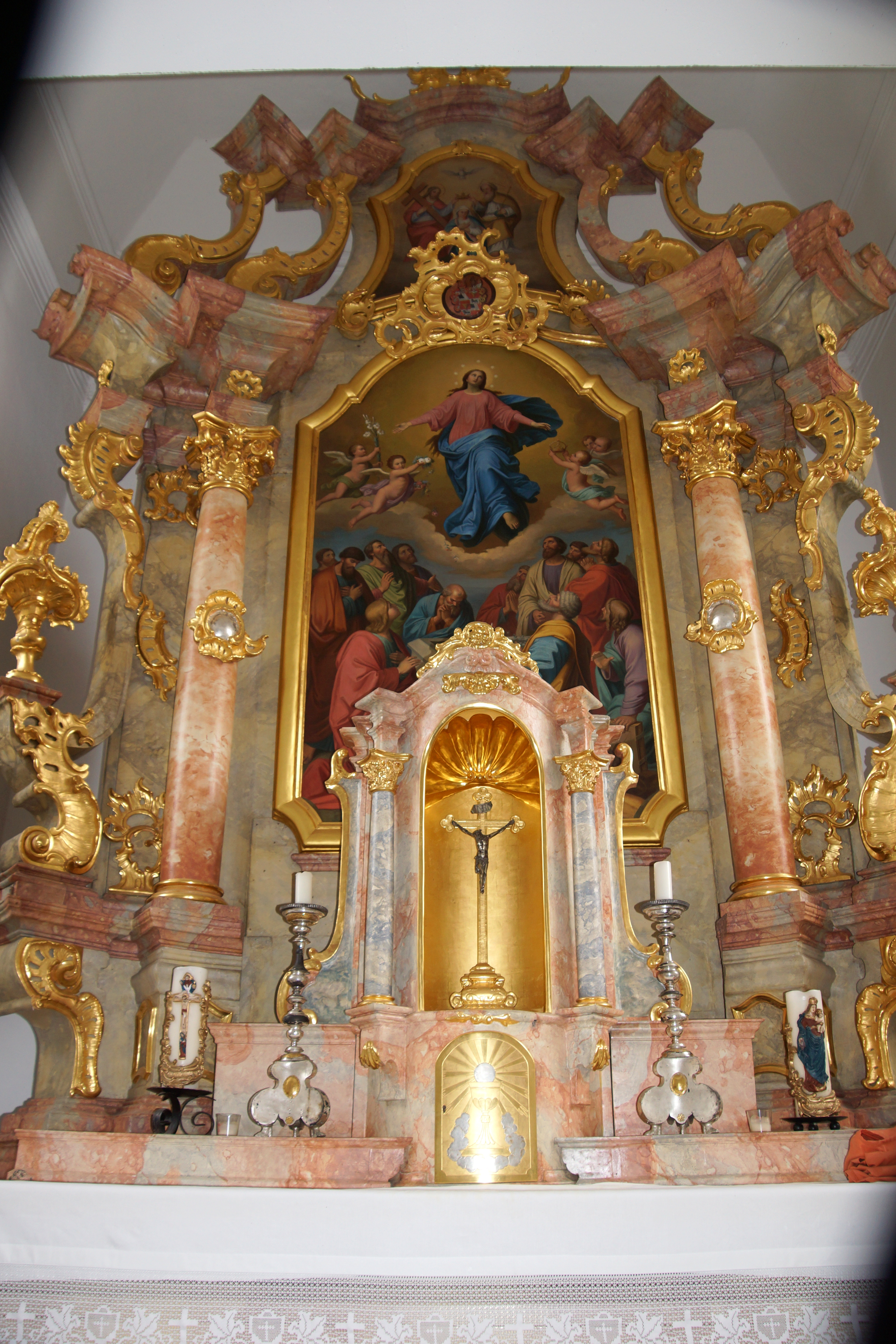
Mariä-Himmelfahrts-Altar in Hohenkemnath

## Innenausstattung

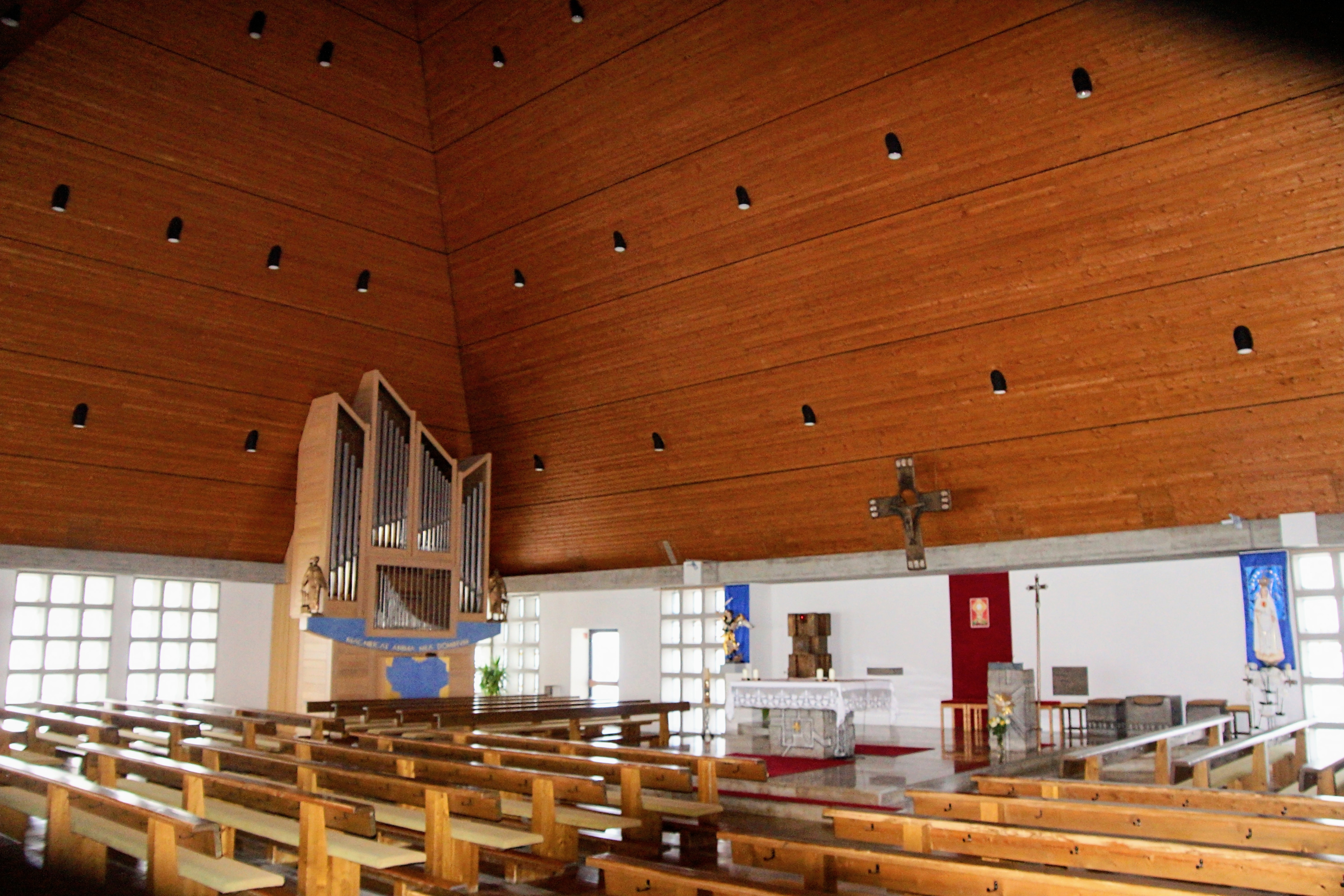
Innenraum mit Orgel (2015)

1864/1865 ließ der Gutsherr von Podewils drei Altarbilder neu malen, es waren dies die Darstellung von Mariä Himmelfahrt im Hauptaltar und als linkes Altarbild St. Josef und als rechtes Altarbild St. Sebastian. Ebenfalls wurde ein neuer geschnitzter Kreuzweg im Nazarenerstil angefertigt, der sich heute in der neuen Kirche befindet. Im Turm befindet sich ein Rokokoaltar mit Säulen und geschweiften Streben aus der Mitte des 18. Jahrhunderts. Ein romanischer Taufstein aus der Zeit um 1200 wird heute noch verwendet¸ er besteht aus einem Halbkugelbecken mit Rundbogenfries am Rand, auf kurzem runden Fuß.

## Orgel
1735 erhielt die Kirche eine Orgel, gebaut von dem Amberger Orgelbauer Funtsch. Diese hatte acht Register und drei Bälge. Am 22. März 1990 wurde eine neue Orgel von der Orgelbaufirma Reinhard Weise aus Plattling eingeweiht.

## Glocken
Am 30. Juli 1874 wurden die letzten der vier Glocken eingebaut, die wegen Notzeiten des Staates 1799 und 1800 abgenommen worden waren. Die große „Frauenglocke“ wog 14 Zentner, die „Donatusglocke“ 7 Zentner, die „St. Josefsglocke“ 3 ½ Zentner und die „Herz-Jesu-Glocke“ 1 Zentner und 75 Pfund. Während des Zweiten Weltkriegs wurden die Glocken für Kriegszwecke eingeschmolzen. Am 4. Mai 1950 wurden die jetzigen Glocken auf dem Turm aufgezogen.